# Apple Studios
Apple Studios — американська кіно- та телевізійна компанія, яка є дочірньою компанією Apple Inc. Вона спеціалізується на розробці та виробництві телевізійних серіалів і фільмів для сервісу цифрового потокового відео Apple TV+ від Apple.

## Історія компанії
У жовтні 2019 року «Голлівуд-репортер» повідомив, що Apple Inc. запускає власну продюсерську компанію під керівництвом Зака Ван Амбурга та Джеймі Ерліхта для виробництва оригінального телевізійного та кіноконтенту для Apple TV+.

## Проєкти

### Фільми
| Назва                                               | Прем'єра          | Спільне виробництво                                                                    | Статус        | Примітки |
| --------------------------------------------------- | ----------------- | -------------------------------------------------------------------------------------- | ------------- | -------- |
| Приходь звідкись                                    | 1 вересня 2021    | Entertainment One, Junkyard Dog Productions, RadicalMedia, Alchemy Production Group    | Вийшов        | [ 2 ]    |
| Рум'яна                                             | 1 жовтня 2021     | Skydance Animation                                                                     | Вийшов        | [ 3 ]    |
| Лебедина пісня                                      | 17 грудня 2021    | Anonymous Content, Concordia Studio                                                    | Вийшов        | [ 4 ]    |
| Удача                                               | 5 серпня 2022     | Skydance Animation                                                                     | Вийшов        | [ 5 ]    |
| Реймонд і Рей                                       | 21 жовтня 2022    | Mockingbird Pictures, Esperanto Filmoj                                                 | Вийшов        | [ 6 ]    |
| Black & Blues Луї Армстронга                        | 28 жовтня 2022    | Imagine Documentaries                                                                  | Вийшов        | [ 7 ]    |
| Дух Різдва                                          | 18 листопада 2022 | Gloria Sanchez Productions, Maximum Effort, Two Grown Men                              | Вийшов        | [ 8 ]    |
| Звільнення                                          | 9 грудня 2022     | Overbrook Entertainment, Westbrook Studios, McFarland Entertainment, Escape Artists    | Вийшов        | [ 9 ]    |
| Хлопчик, Кріт, Лис та Кінь                          | 25 грудня 2022    | Bad Robot Productions, NoneMore Productions                                            | Вийшов        | [ 10 ]   |
| Примарні                                            | 21 квітня 2023    | Skydance Media, Rhett Reese Productions                                                | Вийшов        | [ 11 ]   |
| Майбутні проєкти                                    |                   |                                                                                        |               |          |
| Шапочка-міхур                                       | 21 липня 2023     | Imagine Entertainment                                                                  | Пост-продакшн | [ 12 ]   |
| Вбивці місячної квітки                              | 6 жовтня 2023     | Paramount Pictures Imperative Entertainment Sikelia Productions Appian Way Productions | Пост-продакшн | [ 13 ]   |
| Наполеон                                            | 22 листопада 2023 | Scott Free Productions                                                                 | Пост-продакшн | [ 14 ]   |
| Арґайл                                              | TBA               | Marv Studios                                                                           | Пост-продакшн | [ 15 ]   |
| Проект Артеміда                                     | TBA               | Berlanti Productions, These Pictures                                                   | Пост-продакшн | [ 16 ]   |
| Бліц                                                | TBA               | New Regency, Lammas Park, Working Title Films                                          | Зйомки        | [ 17 ]   |
| Сімейний план                                       | TBA               | Skydance Media, Municipal Pictures                                                     | Зйомки        | [ 18 ]   |
| Зачарований                                         | TBA               | Skydance Animation                                                                     | В розробці    | [ 19 ]   |
| Вовки                                               | TBA               | Plan B Entertainment, Smokehouse Pictures                                              | Зйомки        | [ 20 ]   |
| Долина Ехо                                          | TBA               | Black Bicycle Entertainment, Scott Free Productions                                    | Пост-продакшн | [ 21 ]   |
| Погана кров                                         | TBA               | Legendary Pictures, Hyperobject Industries, Gary Sanchez Productions                   | В розробці    | [ 22 ]   |
| Snow Blind                                          | TBA               | Boom! Studios                                                                          | В розробці    | [ 23 ]   |
| Комедійно-драматичний фільм Енді Семберга без назви | TBA               | Red Hour Productions                                                                   | В розробці    | [ 24 ]   |
| Керрі та я                                          | TBA               |                                                                                        | В розробці    | [ 25 ]   |
| Доллі                                               | TBA               |                                                                                        | В розробці    | [ 26 ]   |

### Серіали
| Назва                                   | Прем'єра          | Спільне виробництво | Статус        | Примітки |
| --------------------------------------- | ----------------- | --- | ------------- | -------- |
| Гаррієт шпигунка                        | 19 листопада 2021 | Postworks New York, The Jim Henson Company, Wellsville Pictures, Titmouse, Inc.                                                           | Вийшов        |          |
| Останні дні Птолемея Грея               | 11 березня 2022   | Anonymous Content | Вийшов        | [ 27 ]   |
| Стартап, що зазнав краху                | 18 березня 2022   | Paradox Productions | Вийшов        | [ 28 ]   |
| Чорний птах                             | 8 липня 2022      | EMJAG Productions, Imperative Entertainment, Eden Productions, Crime Story, Hans Bubby                                                    | Вийшов        |          |
| Поверхня                                | 29 липня 2022     | Hello Sunshine | Вийшов        | [ 29 ]   |
| Життя від Елли                          | 2 серпня 2022     | Hat on a Hat Productions | Вийшов        |          |
| Ехо 3                                   | 23 листопада 2022 | Easy Street Productions, Keshet Studios                                                                                                   | Вийшов        |          |
| Шановний Едварде                        | 3 лютого 2023     | True Jack Productions | Вийшов        |          |
| Привіт, завтра!                         | 17 лютого 2023    | MRC Television, Mortal Media, Froward Enterprise, Ceremony Pictures, Hooptie Filmed Entertainment                                         | Вийшов        |          |
| Місто у вогні                           | 12 травня 2023    | Fake Empire Productions | Вийшов        |          |
| Висока пустеля                          | 17 травня 2023    | Red Hour Productions, Delirious Media, Radish Pictures, Ook Pik Productions, Spoon Productions, 3 Arts Entertainment, My Fist Productions | Вийшов        |          |
| Переповнена кімната                     | 9 червня 2023     | New Regency Television, Weed Road Pictures, EMJAG Productions                                                                             | Вийшов        | [ 30 ]   |
| Майбутні проєкти                        |                   | |               |          |
| Володарі повітря                        | 2023              | Playtone, Amblin Television, Parliament of Owls                                                                                           | Пост-продакшн | [ 31 ]   |
| Уроки хімії                             | 2023              | Aggregate Films | Пост-продакшн | [ 32 ]   |
| Підмінювач                              | TBA               | Annapurna Television | Пост-продакшн | [ 33 ]   |
| Полювання на людей                      | TBA               | Lionsgate Television, POV Entertainment, Walden Media, 3 Arts Entertainment                                                               | Пост-продакшн | [ 34 ]   |
| Новий погляд                            | TBA               | Di Bonaventura Pictures | Пост-продакшн |          |
| Франклін                                | TBA               | Flame Ventures, ITV Studios | Пост-продакшн |          |
| Цукор                                   | TBA               | Genre Films | Пост-продакшн |          |
| Темна матерія                           | TBA               | Sony Pictures Television | Пост-продакшн |          |
| Sinking Spring                          | TBA               | Scott Free Productions | Зйомки        |          |
| Land of Women                           | TBA               | Bambu Studios, Bambú Producciones, UnbeliEVAble Entertainment                                                                             | Зйомки        |          |
| Palm Royale                             | TBA               | Boat Rocker Media, Jaywalker Pictures, Platform One Media, Wyolah Entertainment                                                           | Зйомки        |          |
| Мегаполіс                               | TBA               | Esmail Corp, Anonymous Content, UCP | Замовлено     |          |
| Дивна планета                           | TBA               | Harmonious Claptrap, ShadowMachine | Замовлено     | [ 35 ]   |
| Проєкт про бейсбольну команду без назви | TBA               | Kapital Entertainment | В розробці    | [ 36 ]   |
| Проєкт Дауні/Адам Перлман без назви     | TBA               | Team Downey | Замовлено     | [ 37 ]   |